# São Mateus do Sul
São Mateus do Sul là một đô thị thuộc bang Paraná, Brasil. Đô thị này có diện tích 1342,633 km², dân số năm 2007 là 40791 người, mật độ 29,1 người/km².